# Méhtetűlegyek
A méhtetűlegyek (Braulidae) apró, zömök, szárnyatlan legyek, világszerte alig 7-8 fajuk ismert, valamennyi méhek kommenzalistája vagy kolónia-parazitája.

## Fajok
A Kárpát-medencében a vaksi méhtetű (Braula coeca) elterjedt faj, testhossza mintegy 1,5 mm. Az imágók a házi méh (Apis mellifera) fején és torán tartózkodnak, és annak szájszerveiről lopnak táplálékot. Lábuk fésűjével és tapadónyúlványaival kapaszkodnak. Legtöbb az anyán kapaszkodik, gyakran 20-30 is, de megszállják a dolgozókat és a heréket is. Nagyon fürgék, még ugrani is tudnak. A méhsejt fedelének belső oldalára petézik, a pete átmérője 3/4 mm. A lárvák a fedélben alagutakat fúrnak és ott virágporral, viasszal táplálkoznak. Mivel a kifejlett méhtetű már nem tudja átrágni a viaszt, bebábozódás előtt a nyű lyukat rág kifelé.
A méhcsaládban nyár végén-ősszel él a legtöbb méhtetű. Csak akkor válik fontossá, ha elszaporodik, mert akkor annyira eleszik az anya táplálékát, hogy alig bír petézni, és télen valószínűleg el is hal. Ma már ritkán okoz problémát, mert az atka elleni szerek a vaksi méhtetvet is irtják. Lehet pusztítani dohányfüsttel. Hasznos a fedelek lebontása is, amikor még új fedelet tudnak építeni a méhek. A kámfortól vagy a naftalintól elkábulnak; ebből 10-15 grammot tolnak be este egy papíron a kaptárba. Reggel a papírt kiveszik, és a lehullt élősködőket elpusztítják. Ezt 3-4 napig ismételni kell.